# Indianapolis 500 in 1983
De 67e Indianapolis 500 werd gereden op zondag 29 mei 1983 op de Indianapolis Motor Speedway. Amerikaans coureur Tom Sneva won de race.

## Startgrid
Italiaans coureur Teo Fabi won de poleposition. Het was de tweede keer in de geschiedenis van de race dat een "rookie" op poleposition stond.
| Rij | Binnen          | Midden         | Buiten                |
| --- | --------------- | -------------- | --------------------- |
| 1   | Teo Fabi        | Mike Mosley    | Rick Mears            |
| 2   | Tom Sneva       | Al Unser Jr.   | Bobby Rahal           |
| 3   | Al Unser        | Roger Mears    | Tony Bettenhausen Jr. |
| 4   | Gordon Johncock | Mario Andretti | Howdy Holmes          |
| 5   | George Snider   | Pancho Carter  | Bill Whittington      |
| 6   | Chip Ganassi    | Patrick Bedard | Josele Garza          |
| 7   | Steve Chassey   | Dick Simon     | Danny Ongais          |
| 8   | Kevin Cogan     | Johnny Parsons | A.J. Foyt             |
| 9   | Chris Kneifel   | Geoff Brabham  | Don Whittington       |
| 10  | Derek Daly      | Scott Brayton  | Michael Chandler      |
| 11  | Steve Krisiloff | Chet Fillip    | Dennis Firestone      |

## Race
| #                                                                          | Coureur               | Auto                 | Ronden | Opgave      |
| -------------------------------------------------------------------------- | --------------------- | -------------------- | ------ | ----------- |
| 1                                                                          | Tom Sneva             | March-Cosworth       | 200    |             |
| 2                                                                          | Al Unser              | Penske-Cosworth      | 200    |             |
| 3                                                                          | Rick Mears            | Penske-Cosworth      | 200    |             |
| 4                                                                          | Geoff Brabham         | Penske-Cosworth      | 199    |             |
| 5                                                                          | Kevin Cogan           | March-Cosworth       | 198    |             |
| 6                                                                          | Howdy Holmes          | March-Cosworth       | 198    |             |
| 7                                                                          | Pancho Carter         | March-Cosworth       | 197    |             |
| 8                                                                          | Chip Ganassi          | Wildcat-Cosworth     | 195    |             |
| 9                                                                          | Scott Brayton         | March-Cosworth       | 195    |             |
| 10                                                                         | Al Unser Jr. (R)      | Eagle-Cosworth       | 192    | Mechanisch  |
| 11                                                                         | Steve Chassey (R)     | Eagle-Chevrolet      | 191    |             |
| 12                                                                         | Chris Kneifel (R)     | Primus-Cosworth      | 191    |             |
| 13                                                                         | Mike Mosley           | March-Cosworth       | 169    | Ongeval     |
| 14                                                                         | Gordon Johncock       | Wildcat-Cosworth     | 163    | Mechanisch  |
| 15                                                                         | Dick Simon            | March-Cosworth       | 161    |             |
| 16                                                                         | Mike Chandler         | Rattlesnake-Cosworth | 153    | Mechanisch  |
| 17                                                                         | Tony Bettenhausen Jr. | March-Cosworth       | 152    | Mechanisch  |
| 18                                                                         | Bill Whittington      | March-Cosworth       | 144    | Mechanisch  |
| 19                                                                         | Derek Daly (R)        | March-Cosworth       | 126    | Mechanisch  |
| 20                                                                         | Bobby Rahal           | March-Cosworth       | 110    | Mechanisch  |
| 21                                                                         | Danny Ongais          | March-Cosworth       | 101    | Mechanisch  |
| 22                                                                         | Johnny Parsons        | Penske-Cosworth      | 80     | Ongeval     |
| 23                                                                         | Mario Andretti        | Lola-Cosworth        | 79     | Ongeval     |
| 24                                                                         | Dennis Firestone      | March-Cosworth       | 77     | Mechanisch  |
| 25                                                                         | Josele Garza          | Penske-Cosworth      | 64     | Mechanisch  |
| 26                                                                         | Teo Fabi (R)          | March-Cosworth       | 47     | Mechanisch  |
| 27                                                                         | Don Whittington       | March-Cosworth       | 44     | Mechanisch  |
| 28                                                                         | Roger Mears           | Penske-Cosworth      | 43     | Ongeval     |
| 29                                                                         | Steve Krisiloff       | Lola-Cosworth        | 42     | Mechanisch  |
| 30                                                                         | Patrick Bedard (R)    | March-Cosworth       | 25     | Ongeval     |
| 31                                                                         | A.J. Foyt             | March-Cosworth       | 24     | Mechanisch  |
| 32                                                                         | George Snider         | March-Cosworth       | 0      | Mechanisch  |
| 33                                                                         | Chet Fillip           | Eagle-Cosworth       | 0      | Zwarte vlag |
| Gemiddelde snelheid : 260,902 km/h - Snelste Ronde : Teo Fabi, 317,86 km/h |                       |                      |        |             |
| Aantal neutralisaties : 5 (34 van de 200 ronden in totaal)                 |                       |                      |        |             |